# Musical Monkey
Musical Monkey è il quarto album della band californiana Guttermouth, pubblicato nel 1997.
Insieme a Full Length è considerato il lavoro più riuscito della band; a conferma di ciò, diverse canzoni tratte da questo album sono presenti in pianta stabile nei concerti della band.

## Tracce
Tutte le canzoni sono scritte dai Guttermouth
1. What's the Big Deal?
2. Lucky the Donkey
3. Big Pink Dress
4. Do the Hustle
5. Good Friday
6. Baker's Dozen
7. Abort Mission
8. Corpse Rotting in Hell
9. Lipstick
10. When Hell Freezes Over
11. S.D.F.B. (Suckin' Dick for Beer)
12. What If?
13. Perfect World
14. Gold
15. Musical Monkey

## Formazione
- Mark Adkins - voce
- Scott Sheldon - chitarra
- Eric Derek Davis - chitarra
- Steve Stever Rapp - basso
- James Nunn (aka Captain James T. Nunn) - batteria